# ژان مارتن
ژان مارتن (فرانسوی: Jean Martin‎; ۶ مارس ۱۹۲۲ – ۲ فوریهٔ ۲۰۰۹) یک هنرپیشه اهل فرانسه بود.
از فیلم‌ها یا برنامه‌های تلویزیونی که وی در آن نقش داشته‌است می‌توان به ترس روی شهر، نبرد الجزیره، به من میگن هیچ‌کس، یک نابغه، دو شریک و یک ساده‌دل اشاره کرد.